# Batalla de Consuegra
La batalla de Consuegra fou una de les batalles de la Reconquesta, lluitada el 15 d'agost de 1097 entre els exèrcits d'Alfons VI de Lleó i El Cid contra els almoràvits de Yússuf ibn Taixfín.

## Antecedents
En 1085 Alfons VI de Lleó, conquesta Toledo, l'antiga capital del regne visigot abans de la derrota a la batalla de Guadalete, i hi trasllada el seu capital, exigint als desgastats regnes de Taifes elevats tributs. Alfons VI es troba el seu apogeu i es fa nomenar Imperator i fins i tot Rex ibericus. L'any següent decideix consolidar el seu poder al nord d'Hispània i posa setge a Saraqusta. L'emir Yússuf ibn Taixfín desembarca a al-Yazira al-Jadrā en auxili dels febles reis musulmans. Alfons VI, que no està disposat a tolerar aquesta gosadia, aixeca el setge de Saragossa i es dirigeix a la trobada de Yusuf però pateix una humiliant derrota a la batalla de Sagrajas.
Rodrigo Díaz de Vivar, El Cid, assola Xarq al-Àndalus apoderant-se de Balansiya el 1094 convertint-la en capital d'un principat que ell governa, i posteriorment derrota a Yusuf a la batalla de Quart de Poblet el 1094 i a la batalla de Bairén amb Pere I d'Aragó el 1097, però mentre Rodrigo Díaz lluita a Bairén, un exèrcit almoràvit capitanejat per Muhammad ibn al-Hadj es dirigeix a Toledo.

## Desenvolupament tàctic
Alfons VI de Lleó decideix plantar cara als almoràvits que es dirigeixen a Toledo, però l'escassetat de tropes l'obliga a demanar reforços a Rodrigo Díaz de Vivar, que després de vèncer a la batalla de Bairén pot enviar reforços al seu senyor, comandades pel seu únic fill home, Diego Rodríguez, i poc després el seu pare li envia la cavalleria d'Álvar Fáñez, que és emboscada pels almoràvits a prop de Conca: alguns genets cauen en el combat, altres desfan el seu camí fins a València i els pocs restants marxen amb ell fins Consuegra.
Ràpidament Alfons reuneix les seves tropes a Consuegra, posant el seu campament al castell des de la que es veu tota la plana circumdant. Mana reforçar les muralles de la ciutat i espera als enemics, que no van trigar a arribar.
Alfons col·loca a Álvar Fáñez, expert comandant de cavalleria donant suport a les tropes d'elit de Pedro Anúrez, després col·loca a Diego Rodríguez amb les tropes d'El Cid, les millor armades, i mana a García Ordóñez, un antic enemic del Cid protegir amb la seva cavalleria la vida de Diego. La infanteria cristiana es va dirigir contra l'almoràvit, donant suport cada contingent per un altre de cavalleria.
Els cristians van aconseguir trencar les files de la infanteria, però les ales almoràvits, formades per genets, van envoltar als cristians. El rei va ordenar retirada i, mentre en el flanc esquerre es replegaven Pedro Anúrez i Álvaro Fáñez junts, en el dret només ho va fer García Ordóñez sense ajudar a Diego Rodríguez, qui envoltat pels seus homes, i pels enemics va ser mort.
Alfons VI es va refugiar dins de la ciutat, que va trigar a caure, i es va retirar al castell, un bastió inexpugnable a dalt d'un turó. Sense aigua ni menjar, i amb només uns centenars d'homes, Alfons resisteix el setge dels moros que intenten escalar les muralles. Després del vuitè dia els almoràvits, delmades les seves tropes, sufocades per la calor i tement l'arribada de reforços cristians, aixequen el setge i es retiren.

## Conseqüències
Yússuf ibn Taixfín, deu mesos després de la batalla, va tornar a Marràqueix, satisfet per les seves nombroses conquestes.